# Caso Guilherme Caramês
O Caso Guilherme Caramês se refere ao desaparecimento da criança Guilherme Caramês Tiburtius (15 de janeiro de 1983 – Curitiba, 17 de junho de 1991) no dia 17 de junho de 1991 no Paraná. Guilherme, à época com 8 anos de idade, desapareceu no fim da manhã na Rua Ozório Duque Estrada, no município de Curitiba, capital do estado.
O crime continua sem solução até o momento, e é considerado o caso de desaparecimento infantil de maior repercussão no Paraná.
O ativismo de Arlete Caramês, mãe de Guilherme, que chegou a ser vereadora e deputada estadual, contribuiu para a criação do Serviço de Investigação de Crianças Desaparecidas do Paraná (Sicride).
João Ricardo Kepes Noronha, delegado da Delegacia Antissequestro, que assumiu investigação um ano após o desaparecimento, disse que nunca teve uma pista concreta sobre o que aconteceu. Em 2021, completarem 30 anos de seu desaparecimento, porém o caso continua sem solução até o presente momento.

## Desaparecimento
Guilherme morava com o pai, o aposentado Ewaldo Oscar Tiburtius, na época com 66 anos, a mãe, Arlete Caramês, e a avó Sueli Caramês, de 66 anos de idade, no bairro Jardim Social, numa casa próxima a um bosque. A mãe disse que seu filho era o tipo de criança que fazia amigos com facilidade, que chegava a chamar pessoas desconhecidas de “amigas” e que era uma criança bastante "comunicativa".
Ele desapareceu numa época em que o Paraná lidava com uma onda de desaparecimentos de crianças. Alguns destes casos foram solucionados, mas outros tantos não. Em 2017, dos 28 casos de desaparecimento de crianças em aberto no Paraná, nove eram dos anos 1990 e quatro da década de 1980, ou seja, havia 13 crimes destas décadas ainda sem solução.  Também nesta época, a traficante de crianças Arlete Hilu atuava nos estados do Paraná e Santa Catarina. 
Segundo o testemunho dos familiares, a cronologia do que aconteceu naquele dia, aproximadamente, é a seguinte:
- 8h: a mãe, funcionária do Banco do Estado do Paraná, vai até o quarto para se despedir de Guilherme antes de ir trabalhar; o menino ainda dormia;
- 10h: Guilherme vai andar de bicicleta na rua, algo normal em sua rotina; pouco depois ele liga para a mãe pedindo para usar um dinheiro, que estava guardado, para comprar um coelho, o que foi autorizado pela progenitora;
- 12h: a avó chama Guilherme para almoçar e se preparar para ir para a escola; o menino pede para dar uma última volta de bicicleta, o que foi autorizado pela avó;
- 12h30min: os familiares notam o sumiço da criança.

## Investigações
Assim que o sumiço de Guilherme foi notado, a Polícia Militar foi chamada. Diversos policiais procuraram nos arredores e vasculharam, inclusive, um rio perto da residência. A Polícia Civil também entrou no caso "e ficaram dias dentro da minha casa", disse Arlete em 2021. No entanto, nenhuma pista foi encontrada pelos investigadores. A mãe de Guilherme, Arlete Caramês, chegou a fazer uma campanha de distribuição de cartazes, tendo relatado que "com o tempo, algumas denúncias foram aparecendo, mas nada concreto. Fui para muitos lugares e nada. Cheguei a ir em uma seita religiosa em Buenos Aires, na Argentina, porque me disseram que havia muitas crianças no local. Todas as pistas foram falsas", disse.
Segundo  a jornalista Mara Cornelsen, da Tribuna do Paraná, que acompanhou o caso desde o início, "as polícias Civil e Militar atualizaram os métodos de busca e investigação devido à Arlete Hilu, procurando divulgar rapidamente o sumiço de qualquer criança, buscando desta forma impedir a saída da cidade e do Paraná, dos eventuais sequestradores. Tão logo o desaparecimento chegou ao conhecimento da polícia, avisada pelos pais, a notícia chegou à imprensa. A família também procurou jornais e outros veículos de comunicação solicitando a divulgação de fotos do menino e ajuda para encontrá-lo”. Arlete chegou a dizer à época que acreditava que alguém na vizinhança poderia ter visto o que aconteceu ou saber de algo associado ao caso, mas não quisesse se manifestar sobre o assunto.

#### Possível sequestro
A possibilidade de Guilherme ter sido sequestrado começou a ganhar forças na medida em que muito tempo se passava e nenhum vestígio (nem mesmo a bicicleta) foi encontrado. Além disto, Guilherme havia ligado para a mãe de um número de celular desconhecido.
A mãe disse que o seu filho era o tipo de criança que fazia amigos com facilidade, mas que dias antes de desaparecer ele estava “diferente” em casa, tendo até sugerido que queria mudar de casa e de nome. Mais tarde Arlete levantou a suspeita de que alguém estivesse interagindo com o menino, o que teria levado ao comportamento anormal do filho. A polícia, porém, não encontrou nenhum suspeito de ter feito contato inadequado com a criança.
Com o tempo, Arlete passou a acreditar que o filho tenha sido levado para o exterior para ser ilegalmente adotado e que ele tenha se acostumado com outra família.